# 岩手運輸支局
岩手運輸支局（いわてうんゆしきょく）は国土交通省の地方支分部局である運輸支局のひとつ。陸運部門担当の本庁舎と、海事部門担当の宮古庁舎が存在する。なお、岩手運輸支局の出先機関は存在しないが、海事部門は他県の出先機関が一部岩手県内を担当する。

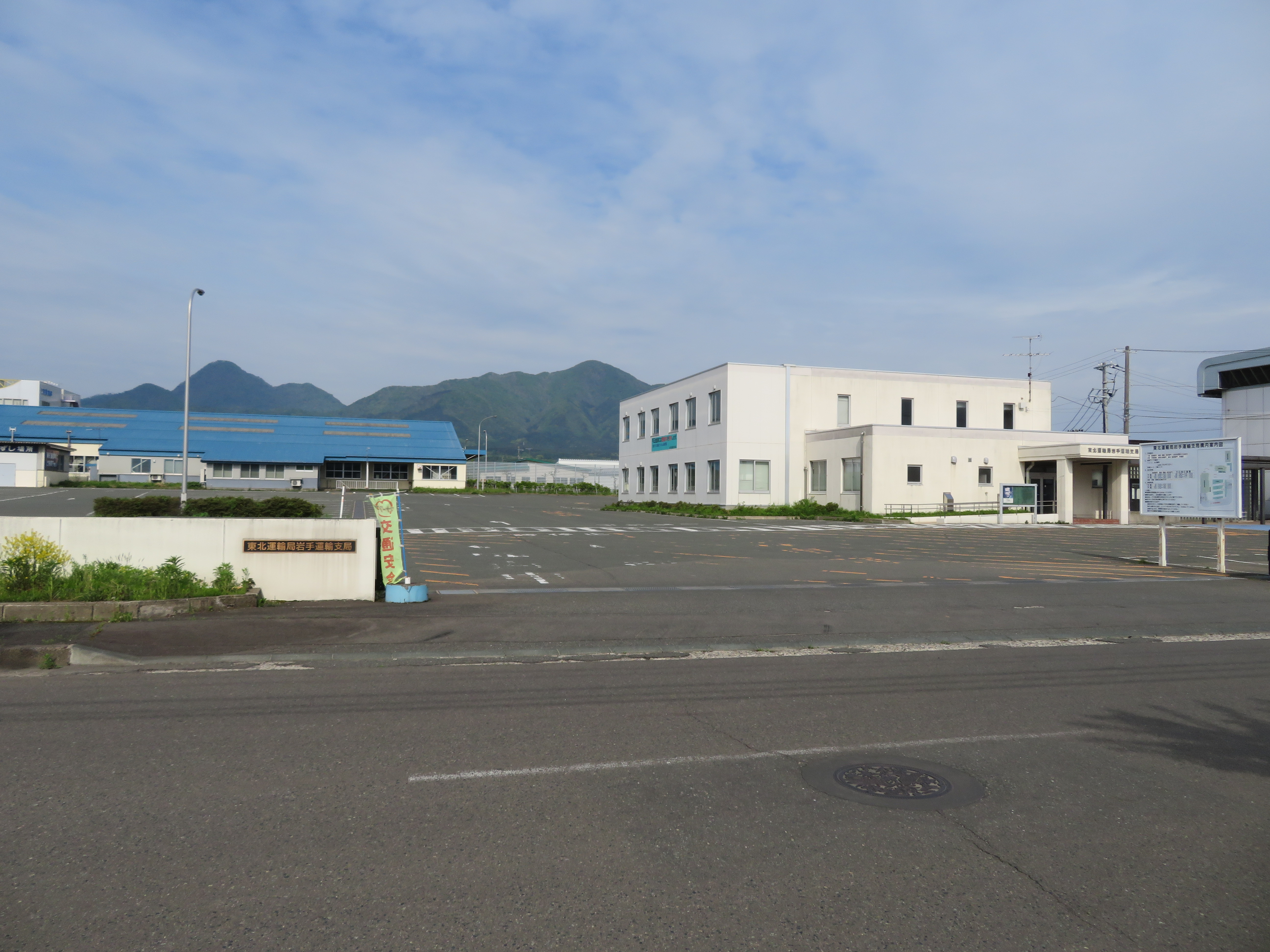
岩手運輸支局

## 所在地
- 岩手運輸支局本庁舎 - 岩手県紫波郡矢巾町流通センター南2丁目8-5
- 岩手運輸支局宮古庁舎 - 岩手県宮古市小山田1丁目1-1

## 管轄区域

### 陸運部門
- 本庁舎 - 岩手県全域
  - ここで交付されるナンバープレートは「岩手」ナンバーになる。 ただし盛岡市、八幡平市、滝沢市、紫波郡紫波町・矢巾町は「盛岡」ナンバー、奥州市、一関市、胆沢郡金ケ崎町、西磐井郡平泉町は「平泉」ナンバーの、ご当地ナンバーになる。
  - 1988年以前に交付されていたナンバープレートは｢岩｣ナンバーであった。

### 海事部門

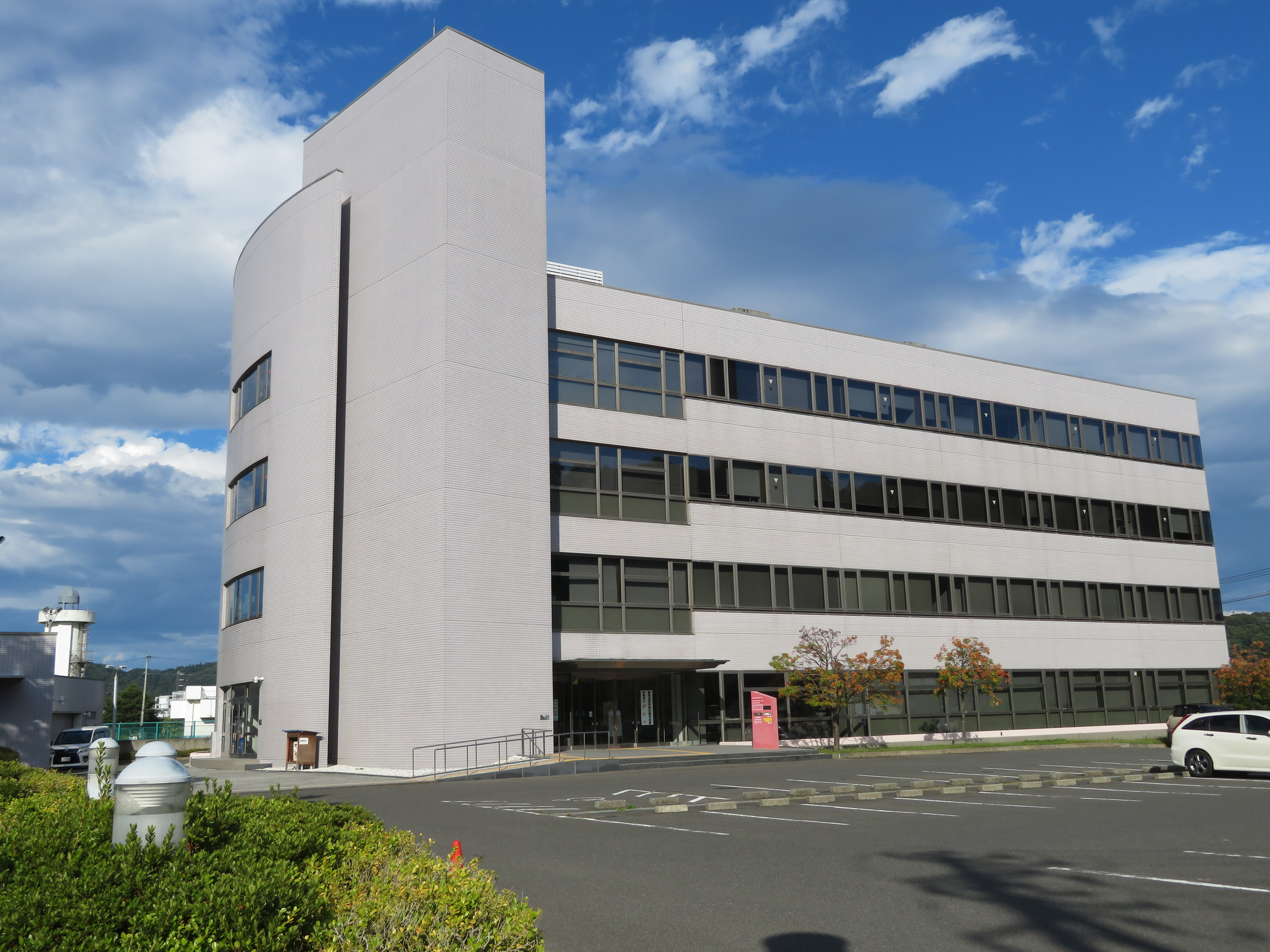
宮古庁舎が所在する宮古合同庁舎

- 宮古庁舎 - 岩手県の南部および北部を除く全域
  - 岩手県南部（大船渡市、陸前高田市、一関市、気仙郡、西磐井郡）は気仙沼海事事務所（宮城県気仙沼市）の管轄区域。
  - 岩手県北部（久慈市、二戸市、九戸郡の一部（軽米町・九戸村・洋野町・野田村・山形村）、二戸郡一戸町）は青森運輸支局八戸海事事務所（青森県八戸市）の管轄区域。